# Nerz

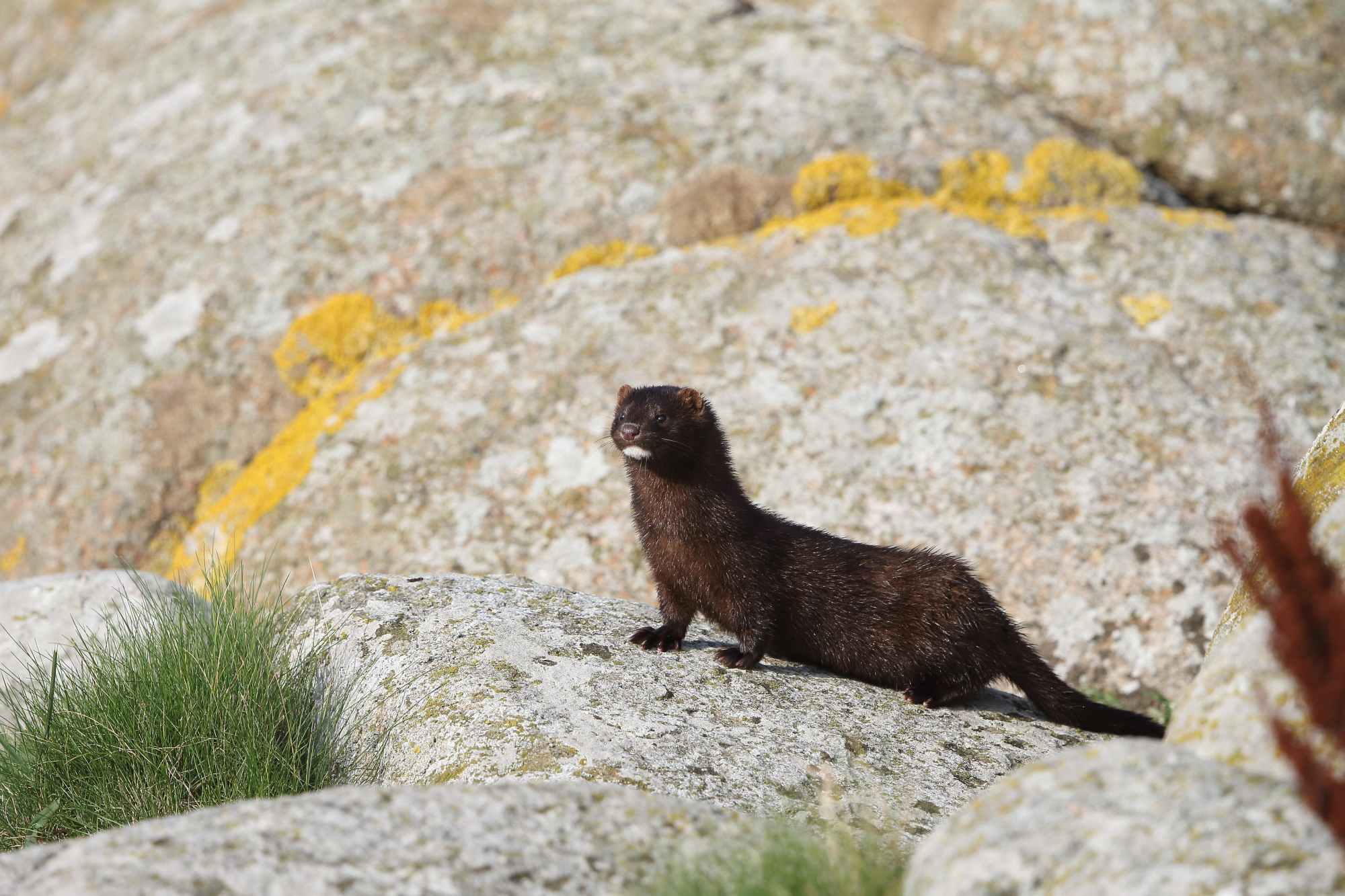
Nerz

Als Nerz (früher und heute teilweise noch landschaftlich auch Nörz, Kleiner Fischotter, Krebsotter, Sumpfotter, Steinhund, Wasserwiesel, Menk, Mink, Ottermenk, Wassermenk) werden zwei Raubtierarten aus der Familie der Marder (Mustelidae) bezeichnet:
- Europäischer Nerz (Mustela lutreola)
- Amerikanischer Nerz oder Mink (Neogale vison).

Beides sind semiaquatische (teilweise im Wasser lebende) Tiere, die durch ihr dichtes, wasserabweisendes Fell charakterisiert sind. Wegen dieses Felles wurden sie intensiv bejagt, der Amerikanische (nicht aber der Europäische) Nerz wird deswegen auch in Pelzfarmen gezüchtet. Als Gefangenschaftsflüchtling ist der Amerikanische Nerz mittlerweile auch in Europa verbreitet und hat den Europäischen Nerz weitgehend verdrängt.
Die Nerze sind keine systematische Gruppe (Taxon). Der Amerikanische Nerz und der im 19. Jahrhundert ausgerottete Seenerz bilden eine eigene Gattung Neovison, während der Europäische Nerz zusammen mit den Iltissen und Wieseln in die Gattung Mustela eingeordnet wird. Eine weitere Marderart, das Feuerwiesel, wurde auch als Sibirischer Nerz bezeichnet.